# Leva Reka, Vranje
Leva Reka (izvirno srbsko Лева Река) je naselje v Srbiji, ki upravno spada pod Mesto Vranje; slednja pa je del Pčinjskega upravnega okraja.

## Demografija
V naselju živi 77 polnoletnih prebivalcev, pri čemer je njihova povprečna starost 59,6 let (57,4 pri moških in 62,0 pri ženskah). Naselje ima 39 gospodinjstev, pri čemer je povprečno število članov na gospodinjstvo 2,05.
To naselje je popolnoma srbsko (glede na rezultate popisa iz leta 2002).
|  |

| Demografija | Demografija     | Demografija     |
| Leto        | Št. prebivalcev | Št. prebivalcev |
| ----------- | --------------- | --------------- |
|             |                 |                 |
|             |                 |                 |
|             |                 |                 |
|             |                 |                 |
| 1948        | 447             |                 |
| 1953        | 444             |                 |
| 1961        | 475             |                 |
| 1971        | 379             |                 |
| 1981        | 228             |                 |
| 1991        | 138             | 138             |
| 2002        | 80              | 80              |
|             |                 |                 |

| Etnična sestava po popisu iz leta 2002 | Etnična sestava po popisu iz leta 2002 | Etnična sestava po popisu iz leta 2002 | Etnična sestava po popisu iz leta 2002 | Etnična sestava po popisu iz leta 2002 |
| -------------------------------------- | -------------------------------------- | -------------------------------------- | -------------------------------------- | -------------------------------------- |
| Srbi                                   | Srbi                                   |                                        | 80                                     | 100,0%                                 |
| Neznano                                | Neznano                                |                                        | 0                                      | 0,0%                                   |